# Hou Yake
Pour les articles homonymes, voir Hou (homonymie).
Dans ce nom chinois, le nom de famille, Hou, précède le nom personnel.
Hou Yake, né le 8 janvier 1992, est un coureur cycliste chinois. Durant sa carrière, il participe à des compétitions sur route et sur piste.

## Palmarès sur route
- 2015
  -  Champion de Chine sur route

## Palmarès sur piste

### Championnats du monde
- Apeldoorn 2018
  - 15e de la poursuite par équipes[1]

### Championnats d'Asie
- Nilai 2018
  -  Médaillé de bronze de la poursuite par équipes